# Quercus robusta
Quercus robusta — вид рослин з родини букових (Fagaceae); поширений на півдні США — Гори Чисос.

## Опис
Це листопадне дерево до 13 м заввишки. Кора темна і борозниста. Гілочки темно-коричневі, стрункі. Листки овальні, 6–12 × 2–5 см; основа майже серцеподібна; верхівка загострена; край зубчастий або рідше цілий; поверхні голі з обох боків; ніжка запушена, завдовжки 1–2 см. Жолуді дворічні; горіх довгастий до широко еліпсоїдний, 10–22 × 7–10 мм; чашечка глибоко чашоподібна, глибиною 6–9 мм × шириною 8–12 мм, укриває 1/4–1/3 горіха, луски загострені, притиснуті.

## Поширення й екологія
Поширений на півдні США (Техас) — Гори Чисос.
Населяє вологі лісисті каньйони; росте приблизно на 1500 м.

## Загрози
Хоча вид лежить у межах національного парку, серед можливих загроз все ще є посуха, пожежа, вплив людини під час відпочинку та, потенційно, повені.